# Apple Watch (2014)
De Apple Watch uit 2014 is de eerste generatie Apple Watch van het Amerikaanse bedrijf Apple Inc., en werd aangekondigd op 9 september 2014, en was in Nederland verkrijgbaar vanaf 17 juli 2015. En in België vanaf 9 oktober 2015.
Om deze Apple Watch te configureren, heeft men een iPhone 5 of nieuwer nodig.